# Kolonica
Kolonica és un poble i municipi d'Eslovàquia. Es troba a la regió de Prešov, al nord del país.

## Història
La primera referència escrita de la vila data del 1567.

## Demografia
| Godina             | 1994 | 2004   | 2014   | 2024    |
| ------------------ | ---- | ------ | ------ | ------- |
| Nombre de persones | 596  | 593    | 585    | 526     |
| Diferència         |      | −0,50% | −1,34% | −10,08% |

| Godina             | 2023 | 2024   |
| ------------------ | ---- | ------ |
| Nombre de persones | 515  | 526    |
| Diferència         |      | +2,13% |